# Uri Ruiz Bikandi
María Uribarri Ruiz Bikandi (Durango, 24 de mayo de 1950 - Vitoria, 21 de febrero de 2023), más conocida como Uri Ruiz Bikandi, fue una filóloga, pedagoga y especialista en procesos de educación bilingüe española.

## Biografía
Era licenciada en Filología y doctora en Pedagogía. En 1970 fue profesora de la ikastola Catequesis San Miguel de Yurreta (Vizcaya). Conoció como coordinadora del profesorado de las ikastolas de Vizcaya, los primeros conflictos laborales en las ikastolas y la muerte de la profesora Adela Ibabe.
Posteriormente fue profesora de Didáctica de Lengua y Literatura en Vitoria en la Universidad del País Vasco (UPV/EHU) en la Escuela de Magisterio de Bilbao y en la de Vitoria. Formaba parte del personal docente e investigador adscrito al Instituto Hegoa.
Investigó sobre procesos de adquisición de primeras y segundas lenguas y sobre su enseñanza y aprendizaje. Participó en procesos de renovación pedagógica, tanto como maestra como profesora de la Escuela de Magisterio; y en los grupos de trabajo del Gobierno Vasco para la reforma educativa.
Durante veinte años (1994-2014) formó parte de la Junta Directiva de la sección Textos de Didáctica de la Lengua y de la Literatura de la Editorial Graó de Barcelona. También formó parte del Comité Editorial, Cultura y Educación, en la Educational Review Journal (University of Birmingham).
Hasta su jubilación en 2015, se dedicó a la formación del profesorado y a la investigación de la didáctica de las segundas lenguas.

## Obras
- Coord: (2011): Lengua castellana y Literatura. Investigación, innovación y buenas prácticas. Graó Barcelona.[8]
- (2010): Bigarren hizkuntzaren didaktika Haur eta Lehen Hezkuntzan. EHU Argitalpen zerbitzua.[9]
- (2004): Didáctica de la segunda lengua en educación infantil y primaria. Síntesis Educación. DLL Madrid.[10]
- (1997): en Manuel García Grau et al.: “La enseñanza bilingüe en País Vasco. Una reflexión desde la didáctica de las lenguas”. Enseyament de llengües I plurilingüisme. Departement de Didáctica de las llengua y literatura. Universidad de Valencia.[11]